# Mikael Marcimain
Paul Mikael Maurice Marcimain, född  17 mars 1970 i S:t Matteus församling, Stockholm, är en svensk manusförfattare och regissör.

## Biografi
Mikael Marcimain är uppvuxen i Vasastan i Stockholm. Hans far har sina rötter i Guadeloupe i Västindien och hans mor är svenska. Han är tvåspråkig och gick i den franskspråkiga skolan Lycée Français Saint Louis på Stora Essingen. Efter gymnasiet gick Marcimain fotokurser och studerade filmvetenskap på Stockholms universitet.
Han är gift med rollsättaren Jeanette Klintberg och tillsammans har de två barn.

## Karriär
Marcimain verkade i nio år som regiassistent inom filmbranschen innan han erbjöds att göra entimmesfilmen Brustna hjärtan i SVT Dramas TV-serie Ett litet rött paket (1999). Genombrottet kom med de uppmärksammade miniserierna Lasermannen (2005) och Upp till kamp (2007). Han belönades med Dagens Nyheters kulturpris 2007.
I juni 2011 fick han finansiering från Svenska Filminstitutet för att spela in sin första långfilm, Call Girl, inspirerad av den så kallade Geijeraffären under 1970-talet. Manuset är skrivet av Marietta von Hausswolff von Baumgarten. För Call Girl vann Marcimain den internationella kritikerorganisationen FIPRESCIs debutantpris på Filmfestivalen i Toronto 2012 och den nominerades till nio Guldbaggar varav den vann tre. Marcimain nominerades i kategorin Bästa regi. En scen i filmen fick mycket uppmärksamhet i medierna då anhöriga till Olof Palme menade att han där utmålas som en sexköpare av minderåriga. Själv menade Marcimain att det var ren fiktion, en spelfilm, och underströk att han såg filmen som en "kvinnofilm" som visar hur makten, patriarkatet, utnyttjar flickorna.
2013 startade Marcimain inspelningarna av filmatiseringen av Klas Östergrens romaner Gentlemen och Gangsters där David Dencik spelar huvudrollen som dandyn Henry Morgan.
Efter den internationella långfilmen Horizon Line har Marcimain gjort två dramaserier för SVT: Jakten på en mördare (2020) som skildrar polisarbetet kring Helénmordet 1989 samt Händelser vid vatten som är en filmatisering av Kerstin Ekmans bok med samma namn.
Marcimain har uppgett att ett av hans framtida projekt blir att filmatisera Stefan Spjuts roman Stallo som utspelar sig i sagornas rike och handlar om troll.
Han arbetar ofta med skådespelarna Ruth Vega Fernandez, David Dencik, Simon J. Berger och Sverrir Gudnason och har uppgett Bo Widerberg som en stor förebild i sitt filmskapande.
I september 2023 startade inspelningen av filmen "Ett Ärligt Liv" i Lund, som är en filmatisering av Joakim Zanders bok med samma namn.

## Regi (i urval)
- 1999 – Ett litet rött paket (TV-serie)
- 2002 – Skeppsholmen (TV-serie)
- 2004 – Graven (TV-serie)
- 2005 – Lasermannen (TV-serie)
- 2007 – Upp till kamp (TV-serie)
- 2012 – Call Girl
- 2014 – Gentlemen
- 2020 – Horizon Line
- 2020 – Jakten på en mördare (TV-serie)
- 2023 – Händelser vid vatten (TV-serie)
- 2025 – If I Had Legs I'd Kick You

## Manus
- 1996 - Chewing Gum